# Děkanát Vsetín
Děkanát Vsetín je územní část olomoucké arcidiecéze. Tvoří ho 14 farností. Děkanem je P. Mgr. Tomasz Żurek, místoděkanem je P. Mgr. Petr Martinka.

## Přehled farností děkanátu Vsetín
| Farnost          | Farní kostel            | Správce                                | Web farnosti |
| ---------------- | ----------------------- | -------------------------------------- | ------------ |
| Francova Lhota   | sv. Štěpána Uherského   | excurrendo: P. Mgr. Petr Martinka      |              |
| Halenkov         | Povýšení sv. Kříže      | P. Mgr. Ján Rušín SVD                  |              |
| Hošťálková       | Povýšení sv. Kříže      | P. Mgr. Jerzy Piotr Szwarc             |              |
| Hovězí           | sv. Maří Magdalény      | P. ThDr. Ludvík Málek SVD              |              |
| Lidečko          | sv. Kateřiny            | P. Mgr. Petr Martinka                  |              |
| Liptál           | sv. Michaela archanděla | excurrendo: P. Mgr. Tomasz Żurek       |              |
| Nový Hrozenkov   | sv. Jana Křtitele       | P. Mgr. Dušan Šimala SVD               |              |
| Pozděchov        | sv. Jiří                | excurrendo: P. Mgr. Jiří Kučera        |              |
| Pržno            | Narození Panny Marie    | excurrendo: P. Mgr. Jerzy Piotr Szwarc |              |
| Růžďka           | sv. Bartoloměje         | excurrendo: P. Mgr. Jerzy Piotr Szwarc |              |
| Valašská Polanka | sv. Jana Křtitele       | P. Mgr. Jiří Kučera                    |              |
| Velké Karlovice  | Panny Marie Sněžné      | P. Mgr. František Kantár SVD           |              |
| Vsetín           | Nanebevzetí Panny Marie | P. Mgr. Tomasz Żurek                   |              |
| Zděchov          | Proměnění Páně          | excurrendo: P. Mgr. Ján Rušín SVD      |              |